# La belva del Colorado
La belva del Colorado (Fury at Showdown) è un film del 1957 diretto da Gerd Oswald.
È un western statunitense con John Derek, John Smith e Carolyn Craig. È basato sul romanzo del 1955 Showdown Creek di Lucas Todd.

## Produzione
Il film, diretto da Gerd Oswald su una sceneggiatura di Jason James e un soggetto di Lucas Todd (autore del romanzo), fu prodotto da John Beck per la Robert Goldstein Productions e la BG Productions e girato nei RKO-Pathé Studio e nell'Iverson Ranch a Chatsworth, Los Angeles, California, dal 19 luglio 1956. Il titolo di lavorazione fu Showdown Creek.

## Distribuzione
Il film fu distribuito con il titolo Fury at Showdown negli Stati Uniti dal 19 aprile 1957 al cinema dalla United Artists.
Altre distribuzioni:
- in Finlandia il 5 luglio 1957 (3 laukausta)
- in Danimarca il 7 ottobre 1957 (Den tavse hævner)
- in Svezia l'11 maggio 1959 (Blint raseri)
- in Brasile (Quando o Ódio Volta)
- in Grecia (Ton logo ehoun ta pistolia)
- in Italia (La belva del colorado)
- in Germania Ovest (Der Rächer wartet schon)